# Live From Brixton And Beyond
Live From Brixton And Beyond es el primer DVD en vivo grabado por la banda británica de Metalcore/Screamo llamada Asking Alexandria. El DVD fue anunciado el 17 de noviembre del mismo año través de la cuenta de Youtube de la discográfica, Sumerian Records con un tráiler oficial. Finalmente el DVD fue lanzado en formado físico y digital el 15 de diciembre de 2014.
El DVD contiene un "Full Set Live" que fue hecho en Brixton O2 Academy en London, Inglaterra. Esa noche el concierto estuvo agotado.
También trae un Backstage y detrás de cámaras de ese día, una performance en "The Wiltern" en Los Ángeles, California nunca antes viso de 2011 llamado "Reckless Halloween" y por último, en el segundo DVD, todos los videos de Asking Alexandria hasta el día de la fecha + el short film "Through Sin + Self-Destruction".

## Contenido del DVD
Disco 1

| Live From O2 Academy Brixton |                                                                            |          |  |
| N.º                          | Título                                                                     | Duración |  |
| 1.                           | «Welcome»                                                                  |          |  |
| 2.                           | «Closure»                                                                  |          |  |
| 3.                           | «A Lesson Never Learned»                                                   |          |  |
| 4.                           | «Breathless»                                                               |          |  |
| 5.                           | «Not the American Average»                                                 |          |  |
| 6.                           | «A Prophecy»                                                               |          |  |
| 7.                           | «If You Can't Ride Two Horses at Once... You Should Get Out of the Circus» |          |  |
| 8.                           | «Dedication»                                                               |          |  |
| 9.                           | «Someone, Somewhere»                                                       |          |  |
| 10.                          | «Another Bottle Down»                                                      |          |  |
| 11.                          | «Reckless & Relentless»                                                    |          |  |
| 12.                          | «To the Stage»                                                             |          |  |
| 13.                          | «Dear Insanity»                                                            |          |  |
| 14.                          | «Run Free»                                                                 |          |  |
| 15.                          | «Morte et Dabo»                                                            |          |  |
| 16.                          | «Alerion»                                                                  |          |  |
| 17.                          | «The Final Episode (Let's Change the Channel)»                             |          |  |

– Brixton Behind the Scenes
Disco 2
- Bonus Concert: A Reckless Halloween
- All Music Videos (2009-2014)

| N.º | Título                                                                                     | Duración |  |
| 1.  | «Final Episode (Let's change The Channel)» (Video Oficial)                                 |          |  |
| 2.  | «A Prophecy» (Video Oficial)                                                               |          |  |
| 3.  | «If You Can't Ride Two Horses at Once... You Should Get Out of the Circus» (Video Oficial) |          |  |
| 4.  | «Closure» (Video Oficial)                                                                  |          |  |
| 5.  | «To The Stage» (Video Oficial)                                                             |          |  |
| 6.  | «Not The American Average» (Video Oficial)                                                 |          |  |
| 7.  | «Reckless & Relentless» (Video Oficial)                                                    |          |  |
| 8.  | «Dear Insanity» (Video Oficial)                                                            |          |  |
| 9.  | «Breathless» (Video Oficial)                                                               |          |  |
| 10. | «The Death Of Me (Rock Remix)» (Video Oficial)                                             |          |  |
| 11. | «Run Free» (Video Oficial)                                                                 |          |  |
| 12. | «Killing You» (Video Oficial)                                                              |          |  |
| 13. | «Moving On» (Video Oficial)                                                                |          |  |